# Giurgeni (Ialomița)
Giurgeni [dʒiurˈdʒen] ist eine Gemeinde im Kreis Ialomița im Südosten Rumäniens.

## Geographische Lage

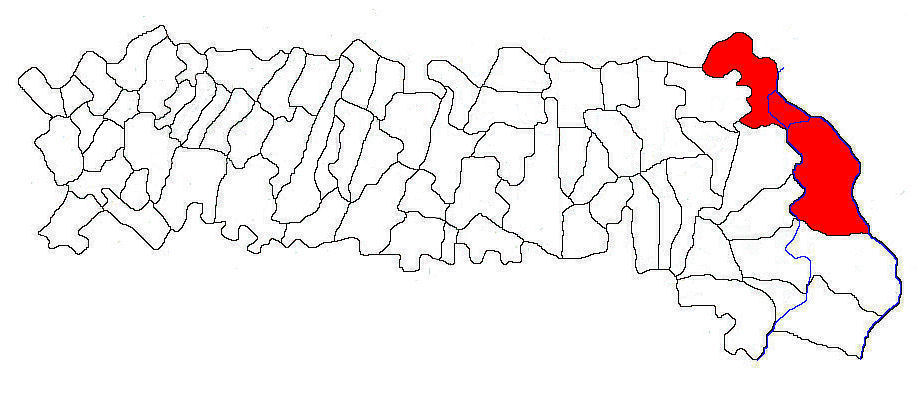
Lage von Giurgeni im Kreis Ialomița

Die Gemeinde Giurgeni liegt im äußersten Nordosten des Kreises Ialomița. Am linken Ufer der Donau und an der Nationalstraße 2A, die hier Teil der Europastraße 60 ist, befindet sich der Ort Giurgeni 22 Kilometer nordöstlich von der Kleinstadt Țăndărei; die Kreishauptstadt Slobozia liegt etwa 48 Kilometer südwestlich von Giurgeni entfernt.
Im Westen Giurgenis schließen sich die weiten Ebenen der Bărăgan-Steppe an. Das riesige Gemeindegebiet ist sehr dünn besiedelt und besteht nur aus dem Hauptort. Kurz vor der Ortschaft vereinigen sich der Donauhauptarm und der Borcea-Arm, bevor sich die Donau wenige Kilometer flussabwärts erneut teilt, und zwar in den Cremenea-Arm und den Vâlciu-Arm.

## Geschichte
Eine Besiedlung der Region geht nach Funden auf dem Gebiet des Ortes – von den Einheimischen La Mozacu genannt –, bis in die Bronzezeit zurück. Die Gemeinde wurde aufgrund ihrer Lage schon des Öfteren von schweren Überschwemmungen heimgesucht; die schwerste davon ereignete sich im Jahre 1970. Bei dieser Naturkatastrophe wurde auch der Ortsteil Piua Pietrii, der auf dem Gebiet der mittelalterlichen Stadt Târgul de Ploci lag, vollkommen zerstört. Es handelte sich dabei nach der Meinung vieler Forscher um den Heimatort des rumänischen Nationalhelden Mihai Viteazul.
Heute wird die historische Fundstätte Ploci vor allem zu Ausgrabungen kleinerer dekorativer Gegenstände genutzt, die auf dem Dorffest ausgestellt werden.

## Wirtschaft
Die wichtigsten Wirtschaftszweige dieser ländlichen Region sind die Viehzucht und die Landwirtschaft, wobei im feuchten Donaubecken überwiegend Reis angebaut wird. Auch die Fischerei und der Sporttourismus zählen zu den Haupteinnahmequellen der Gemeinde.
Aufgrund der günstigen Seeweganbindung über die Donau, sollen weitere Investoren in den Ort gelockt werden, um verschiedene Projekte in Zukunft finanzieren zu können. Darunter sind beispielsweise der Ausbau der Wasserversorgung und die Errichtung von Sportstätten sowie eines Reha-Zentrums zu nennen.

## Verkehr

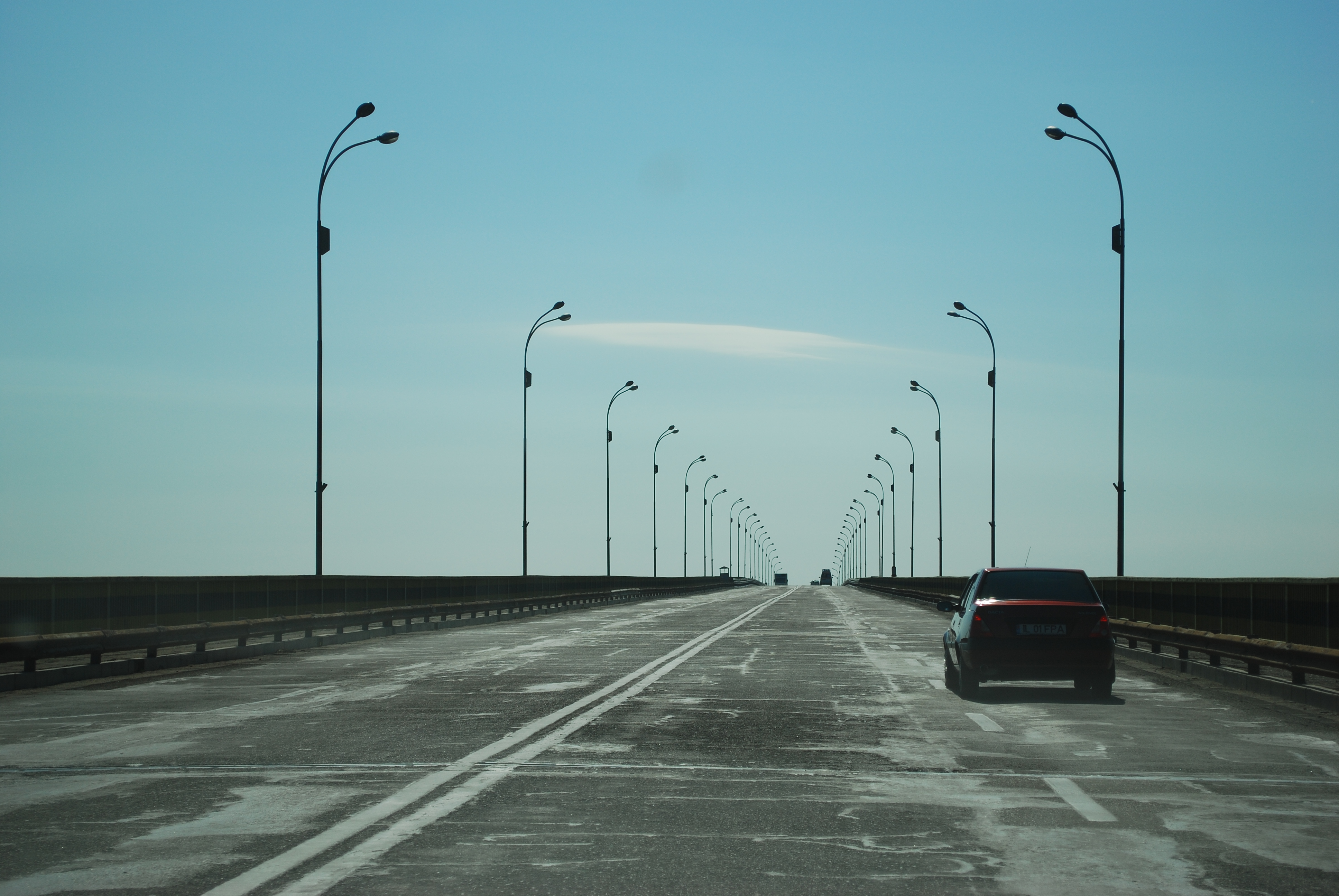
Die Donaubrücke von Giurgeni

Bekannt ist die Gemeinde für ihre Donaubrücke Giurgeni–Vadu Oii, die nach ihrer Eröffnung im Jahre 1971 eine der ältesten noch befahrenen Brücken der Region ist. Sie ist 1446 Meter lang und verbindet Giurgeni mit dem Ortsteil Vadu Oii der benachbarten Gemeinde Hârșova im Kreis Constanța.